# Drenovec, Zavrč
Drenovec je naselje v Občini Zavrč.